# TOI-4559
TOI-4559 — одиночная звезда в созвездии Гидры на расстоянии приблизительно 103 световых лет (около 31,7 парсек) от Солнца. Визуальная звёздная величина звезды — +13,091m. Возраст звезды определён как около 7 млрд лет.
Вокруг звезды обращается, как минимум, одна планета.

## Характеристики
TOI-4559 — красный карлик спектрального класса M. Масса — около 0,424 солнечной, радиус — около 0,426 солнечного, светимость — около 0,0249 солнечной. Эффективная температура — около 3209 K.

## Планетная система
В 2023 году группой астрономов, работающих в рамках программы TESS, было объявлено об открытии планеты TOI-4559 b.